# La vraie vie est ailleurs
Pour les articles homonymes, voir La Vraie Vie (homonymie).
La vraie vie est ailleurs est un film suisse réalisé par Frédéric Choffat, sorti en 2006.

## Synopsis
Ce film débute en gare de Genève. Une femme va à Marseille donner une conférence. Un homme court à Berlin pour faire la connaissance de son nouveau-né. Une jeune femme part vivre en Italie, à Naples, dans le pays de ses origines. Mais le destin aime s'amuser avec ceux qui ont des certitudes. Et quand l’autre s’invite sur le siège d’en face, une réalité nouvelle peut surgir. Trois rencontres, trois histoires de vie qui basculent sur un quai de gare. Et si la vraie vie était ailleurs ?

## Fiche technique
- Titre : La vraie vie est ailleurs
- Réalisation : Frédéric Choffat
- Scénario : Julie Gilbert
- Musique : Pierre Audétat
- Production : Pauline Gygax et Max Karli pour Rita productions et Frédéric Choffat et Julie Gilbert pour œil sud productions
- Pays d'origine :  Suisse
- Format : Couleurs (Eastmancolor) - son Dolby - 35 mm
- Durée : 84 minutes
- Date de sortie : 17 janvier 2007 (Suisse romande)

## Distribution
- Sandra Amodio : la femme de Marseille
- Vincent Bonillo : l'homme de Marseille
- Jasna Kohoutova : la Femme de Berlin
- Dorian Rossel : l'homme de Berlin
- Antonella Vitali : la femme de Naples
- Roberto Molo : l'homme de Naples

## Festivals
1. Festival de Locarno 2006
2. Festival des films du monde de Montréal 2006
3. Festival International de Tübingen-Stuttgart 2007 (prix du public)
4. Festival International de Calcutta 2007
5. Mostra de cinéma de São Paulo 2007
6. Journées de Soleure 2007
7. Festival international du premier film d'Annonay 2007
8. Festival du film d'amour de Mons 2007
9. Festival de Munmbay-Bombay 2007
10. Festival de Pune (Inde) 2007
11. Festival d'Ottawa 2007
12. Hyderabad International Film Festival (Inde) 2007